# 堀川町 (臺北市)
堀川町為臺灣日治時期晚期臺北市發展的宿舍街，因為流經此地的堀川（即「特一號排水溝」，現新生南、北路）而得名，此地有幸小學校（現幸安國小）、戰沒者遺族住宅，約略位置在今仁愛路、新生南路一帶。

## 設施
- 堀川町警察官吏派出所（現大安分局）
- 幸小學校（現幸安國小）

### 日之出村
1937年，幸小學校（現幸安國小）後方推出新開發的住宅地「日之出村」（日の出村），範圍從學校後方開始，東至計畫中的第一號公園道路（現建國南路），南至三張犁道路（現信義路），西至堀川（現新生南路）。

## 堀川町區
堀川町區為臺灣日治時期臺北市的90區之一，由大安第一區分割而來，分割原因為原先區域過大、不利設置奉公班。臺北州當局於昭和16年（1941年）8月9日認可此計畫，同時還有東門町第二區分出東門町第三區，大龍峒町區分為上區、下區，分割後臺北市共有90區。
堀川町區之區域範圍為特第一號排水溝（現在的新生南、北路）線以東、第一號公園道路（現在的建國南路及辛亥路一段）線以西、三張犁道路（現在的信義路）以北。範圍約今台北科技大學、新生南路、建國南路、信義路所包圍之區域。

## 腳註
1. ↑  第一區其他部分改稱昭和町區[1]，大安第二區則改稱大安區[2]。